# Театральная техника в эпоху Шекспира
Театральная техника в эпоху Шекспира — елизаветинской драме несомненно соответствует система спектакля, первоначально устраивавшегося группами бродячих комедиантов на постоялых и гостиничных дворах. Первый публичный стационарный театр был сооружен в Лондоне (вернее за Лондоном, вне городской черты, так как в черте города устройство театров не разрешалось) только в 1576 году актёрской семьёй Бэрбеджей. В 1599 году был создан театр «Глобус», с которым связана большая часть творчества Шекспира.

## Декорации
Передняя часть сцены вклинивалась почти на треть в зрительный двор — стоячий партер (осуществлявший таким образом буквально своё название «par terre» — на земле). Наполнявшая партер демократическая часть публики густым кольцом окружала подмостки сцены. Более привилегированная, аристократическая часть публики располагалась, — лежа и на табуретках, — по краям самой сценической площадки. История театра этого времени отмечает постоянную вражду и перебранку, иногда переходившую даже в драку, этих двух групп зрителей. Классовая вражда ремесленного и рабочего партера к аристократии сказывалась здесь довольно шумно. Тишины, которой обладает современный зрительный зал, в эпоху Шекспира не было.
Передняя площадка была главной сценой, ей пользовались для излюбленных тогда в театре шествий, процессий, для показа чрезвычайно популярного тогда фехтования (сцена в последнем акте «Гамлета»). Здесь же выступали клоуны, жонглеры, акробаты, развлекавшие публику между сценами основной пьесы (антрактов в шекспировском театре не было). Впоследствии при позднейшей литературной обработке шекспировских драм часть этих клоунад-интермедий и шутовских реплик была включена в печатный текст.
Задняя часть сцены отделялась раздвижным занавесом. Там обычно исполнялись интимные сцены (например, в спальне Дездемоны), там же играли, когда нужно было сразу быстро перенести действие в другое место и показать действующее лицо в новом положении (например, в драме Марло «Тамерлан» есть ремарка: «занавес отдёрнут, и Зенократа лежит в постели, Тамерлан, сидящий возле неё», или в «Зимней сказке» Шекспира: «Полина отдёргивает занавес и открывает Гермиону, стоящую в виде статуи»).
Верхняя сцена употреблялась, когда действие должно было изображаться логикой событий наверху, например, на стенах крепости («Кориолан»), на балконе Джульетты («Ромео и Джульетта»). В таких случаях в сценарии имеется ремарка «наверху». Практиковалась, например, такая планировка — верх изображал крепостную стену, а отдёрнутый внизу занавес задней площадки означал одновременно городские ворота, открываемые перед победителем.

## Техника игры
Такой системой театра объясняется и структура шекспировских драм, не обладавших ни деления на акты (деление это было проделано уже после смерти Шекспира, в изд. 1623 года), ни точного историзма, ни изобразительного реализма. Столь характерный для елизаветинских драматургов параллелизм фабул в одной и той же пьесе объясняется в последнее время своеобразным устройством сцены, открытой для зрителей с трёх сторон. На этой сцене господствует так называемый закон «временной непрерывности».
Развитие одной фабулы давало возможность другой как бы продолжаться «за кулисами», чем заполнялся соответствующий промежуток «театрального времени» между отрезками данной фабулы. Построенное на коротких активно-игровых эпизодах действие с условной быстротой переносится с места на место. В этом сказывается ещё традиция мистериальных сцен.
Так новый выход того же лица, а то и просто несколько шагов по сцене с соответствующим текстовым объяснением обозначали уже новое место. Например в «Много шуму из ничего» Бенедикт говорит мальчику: «у меня в комнате на окне лежит книга, принеси её сюда, в сад» — это обозначает, что действие происходит в саду. Иногда в произведениях Шекспира место или время указано не столь упрощенно, а целым поэтическим описанием его. Это один из его излюбленных приёмов. Например в «Ромео и Джульетте», в картине, следующей за сценой лунной ночи, Лоренцо входя говорит:
Ясная улыбка зорькой сероокой
Хмурую уж гонит ночь и золотит
Полосами света облако востока…
Или слова пролога к первому акту «Генриха V»:
…Вообразите,
Что здесь простерлись широко равнины
Двух королевств, которых берега,
Склонившиеся близко так друг к другу,
Разъединяет узкий, но опасный
Могучий океан.
Несколько шагов Ромео с друзьями обозначали, что он перешёл с улицы в дом. Для обозначения места употреблялись также «титлы» — дощечки с надписью. Иногда сцена изображала сразу несколько городов, и достаточно было надписей с названием их, чтобы зритель ориентировался в действии. С окончанием сцены действующие лица уходили с площадки, иногда даже оставались — так, например, замаскированные гости, идущие по улице в дом Капулетти («Ромео и Джульетта»), не уходили со сцены, а появление лакеев с салфетками означало, что они уже пришли и находятся в покоях Капулетти.
Каждый спектакль заканчивался обязательно «джигой» — особого рода танцем с песней, исполняемым актёром-комиком; сцена могильщиков в «Гамлете» во времена Шекспира была клоунадой, патетикой её наполнили потом. В шекспировском театре не существовало резкой разницы между драматическим актёром и акробатом, шутом. Правда, эта разница уже вырабатывалась, но грани окончательно ещё не были стёрты. Связь, соединяющая шекспировского актёра с скоморохом, гистрионом, жонглёром, шутовским «чёртом» средневековой мистерии, с фарсовым буффоном, ещё не порвана. Вполне понятно, почему котельщик из «Укрощения строптивой» при слове «комедия» прежде всего вспоминает фокусы жонглера.
В статье использован текст из Литературной энциклопедии 1929—1939, перешедший в общественное достояние, так как автор — Эм. Бескин — умер в 1940 году. 